# Llau de la Font
La llau de la Font és una llau, afluent del riu de Serradell que discorre íntegrament pel terme de Conca de Dalt, al Pallars Jussà, dins del seu antic terme de Toralla i Serradell.
Es forma en el Serrat del Ban a l'alçada de Serradell, i davalla en direcció sud-sud-est cap al costat oriental d'aquest poble, obrint una tancada vall envoltada de cingleres en la qual es troben tres antics nuclis de població medievals, actualment despoblats, però que contenen restes interessants de temps passats: l'Hàbitat troglodític de la cova de l'Espluguell, el Despoblat d'Esplugallonga i el Conjunt troglodític de Sorta.